# Megapodius freycinet
Megapodius freycinet е вид птица от семейство Megapodiidae.

## Разпространение
Видът е разпространен в Индонезия и Папуа Нова Гвинея.